# Cirolana cingulata
Cirolana cingulata är en kräftdjursart som beskrevs av Barnard 1920. Cirolana cingulata ingår i släktet Cirolana och familjen Cirolanidae. Inga underarter finns listade i Catalogue of Life.